# Карагай (Афанасьєвський район)
Карага́й (рос. Карагай) — присілок у складі Афанасьєвського району Кіровської області, Росія. Входить до складу Пашинського сільського поселення.
Населення становить 35 осіб (2010, 48 у 2002).
Національний склад станом на 2002 рік — росіяни 98 %.